# Llista de topònims de Nulles
Llista de topònims (noms propis de lloc) del municipi de Nulles, a l'Alt Camp
Informació actualitzada per un bot. Els canvis manuals es perdran quan s'actualitzi!

## entitat singular de població
| imatge | Nom        | Ubicat a | instància de                                   | Detalls | coordenades | Protecció | Commons (més fotos) | Dades a WD                    |
| ------ | ---------- | -------- | ---------------------------------------------- | ------- | --- | --------- | ------------------- | ----------------------------- |
|        | Bellavista | Nulles   | entitat singular de població                   | 30 hab  | 41° 15′ 40″ N, 1° 16′ 36″ E / 41.261167°N,1.276528°E ca:Bellavista. Ctra. TV-2035, km 3 235 msnm                      |           | Bellavista (Nulles) | Modifica les dades a Wikidata |
|        | Casafort   | Nulles   | entitat singular de població                   | 8 hab   | 41° 15′ 21″ N, 1° 18′ 09″ E / 41.2558°N,1.3025°E ca:Camí de Casafort, des del passeig de l'Estació de Nulles 240 msnm |           | Casafort            | Modifica les dades a Wikidata |
|        | Nulles     | Nulles   | entitat singular de població capital municipal | 519 hab | 41° 14′ 56″ N, 1° 17′ 41″ E / 41.248889°N,1.294722°E 230 msnm                                                         |           |                     | Modifica les dades a Wikidata |

## església
| imatge | Nom                          | Ubicat a | instància de | Detalls                     | coordenades                                       | Protecció                                  | Commons (més fotos)          | Dades a WD                    |
| ------ | ---------------------------- | -------- | ------------ | --------------------------- | ------------------------------------------------- | ------------------------------------------ | ---------------------------- | ----------------------------- |
|        | Sant Joan Baptista de Nulles | Nulles   | església     | Estil: barroc               | 41° 14′ 57″ N, 1° 17′ 40″ E / 41.2493°N,1.29457°E | bé cultural d'interès local                | Sant Joan Baptista de Nulles | Modifica les dades a Wikidata |
|        | Santa Creu de Bellavista     | Nulles   | església     | Estil: arquitectura popular | 41° 15′ 41″ N, 1° 16′ 36″ E / 41.2614°N,1.27661°E | bé integrant del patrimoni cultural català | Santa Creu de Bellavista     | Modifica les dades a Wikidata |

## masia
| imatge | Nom                      | Ubicat a | instància de | Detalls | coordenades                                                                  | Protecció | Commons (més fotos) | Dades a WD                    |
| ------ | ------------------------ | -------- | ------------ | ------- | ---------------------------------------------------------------------------- | --------- | ------------------- | ----------------------------- |
|        | Mas Cardany              | Nulles   | masia        |         | 41° 15′ 33″ N, 1° 17′ 14″ E / 41.2590555655502°N,1.2871456868163°E           |           |                     | Modifica les dades a Wikidata |
|        | Mas Vell                 | Nulles   | masia        |         | 41° 14′ 11″ N, 1° 16′ 13″ E / 41.2364576375927°N,1.27037424507521°E          |           |                     | Modifica les dades a Wikidata |
|        | Mas de Cabestany         | Nulles   | masia        |         | 41° 14′ 19″ N, 1° 16′ 55″ E / 41.2386686073063°N,1.28208170466758°E 187 msnm |           |                     | Modifica les dades a Wikidata |
|        | Mas de Cap de Ferro      | Nulles   | masia        |         | 41° 14′ 42″ N, 1° 16′ 41″ E / 41.245130414646°N,1.2779519336856°E            |           |                     | Modifica les dades a Wikidata |
|        | Mas de Gasset            | Nulles   | masia        |         | 41° 14′ 32″ N, 1° 16′ 57″ E / 41.2423598854934°N,1.28256975408645°E          |           |                     | Modifica les dades a Wikidata |
|        | Mas de Requesens         | Nulles   | masia        |         | 41° 15′ 06″ N, 1° 17′ 55″ E / 41.2515675885515°N,1.29848880334025°E          |           |                     | Modifica les dades a Wikidata |
|        | Mas de l'Arbonès         | Nulles   | masia        |         | 41° 14′ 58″ N, 1° 18′ 07″ E / 41.2495017123407°N,1.30193190560794°E          |           |                     | Modifica les dades a Wikidata |
|        | Mas del Perico           | Nulles   | masia        |         | 41° 15′ 34″ N, 1° 16′ 47″ E / 41.2595121212226°N,1.27970917375859°E          |           |                     | Modifica les dades a Wikidata |
|        | Mas del Quiquet          | Nulles   | masia        |         | 41° 15′ 14″ N, 1° 17′ 45″ E / 41.2539802798534°N,1.2959674413362°E           |           |                     | Modifica les dades a Wikidata |
|        | Mas del Ventura          | Nulles   | masia        |         | 41° 16′ 03″ N, 1° 16′ 37″ E / 41.2676044896808°N,1.27695390865361°E          |           |                     | Modifica les dades a Wikidata |
|        | Maset de Cogull          | Nulles   | masia        |         | 41° 15′ 59″ N, 1° 16′ 21″ E / 41.266310755457°N,1.27236797829962°E           |           |                     | Modifica les dades a Wikidata |
|        | Maset de Guitard         | Nulles   | masia        |         | 41° 15′ 54″ N, 1° 16′ 22″ E / 41.2651186335754°N,1.27275753827357°E          |           |                     | Modifica les dades a Wikidata |
|        | Maset del Joan de l'Hort | Nulles   | masia        |         | 41° 14′ 54″ N, 1° 17′ 16″ E / 41.2483378865503°N,1.28781954679905°E          |           |                     | Modifica les dades a Wikidata |
|        | Maset del Llarg          | Nulles   | masia        |         | 41° 14′ 51″ N, 1° 17′ 08″ E / 41.2474314894505°N,1.28562341209034°E          |           |                     | Modifica les dades a Wikidata |
|        | Maset del Plana          | Nulles   | masia        |         | 41° 16′ 03″ N, 1° 16′ 25″ E / 41.2675002189048°N,1.27360205149318°E          |           |                     | Modifica les dades a Wikidata |
|        | Masia de Brunet          | Nulles   | masia        |         | 41° 15′ 14″ N, 1° 17′ 19″ E / 41.2538700006904°N,1.28853442602364°E          |           |                     | Modifica les dades a Wikidata |
|        | Masia de Valero          | Nulles   | masia        |         | 41° 15′ 36″ N, 1° 16′ 33″ E / 41.2598954601627°N,1.27583162390945°E          |           |                     | Modifica les dades a Wikidata |
|        | Masia del Manyer         | Nulles   | masia        |         | 41° 14′ 59″ N, 1° 17′ 29″ E / 41.2498332740933°N,1.29146836929573°E          |           |                     | Modifica les dades a Wikidata |
|        | Xalet Vermell            | Nulles   | masia        |         | 41° 14′ 51″ N, 1° 17′ 52″ E / 41.2475578778072°N,1.29778131682982°E          |           |                     | Modifica les dades a Wikidata |
|        | el Calvari               | Nulles   | masia        |         | 41° 15′ 16″ N, 1° 17′ 52″ E / 41.2545386934843°N,1.29779102796349°E          |           |                     | Modifica les dades a Wikidata |

## Misc
| imatge | Nom                          | Ubicat a | instància de                   | Detalls                                                 | coordenades | Protecció                                            | Commons (més fotos)         | Dades a WD                    |
| ------ | ---------------------------- | -------- | ------------------------------ | ------------------------------------------------------- | --- | ---------------------------------------------------- | --------------------------- | ----------------------------- |
|        | Castell de Nulles            | Nulles   | castell                        |                                                         | 41° 14′ 58″ N, 1° 17′ 41″ E / 41.249439°N,1.294754°E ca:Restes de murs a ponent de l'església parroquial 231 msnm | bé integrant del patrimoni cultural català           | Castell de Nulles           | Modifica les dades a Wikidata |
|        | Celler Cooperatiu de Nulles  | Nulles   | edifici celler                 | Arquitecte: Cèsar Martinell i Brunet Estil: noucentisme | 41° 15′ 03″ N, 1° 17′ 51″ E / 41.2508°N,1.29751°E ca:Carrer de l'Estació 230 msnm                                 | bé d'interès cultural bé cultural d'interès nacional | Celler Cooperatiu de Nulles | Modifica les dades a Wikidata |
|        | Estació de Nulles-Bràfim     | Nulles   | estació de ferrocarril edifici |                                                         | 41° 15′ 01″ N, 1° 17′ 50″ E / 41.250261111111°N,1.2973361111111°E                                                 |                                                      |                             | Modifica les dades a Wikidata |
|        | Granja del Mas Vell          | Nulles   | granja                         |                                                         | 41° 14′ 10″ N, 1° 15′ 57″ E / 41.2359743752977°N,1.26579304253932°E                                               |                                                      |                             | Modifica les dades a Wikidata |
|        | Jaciment ibèric de Rabassats | Nulles   | jaciment arqueològic           |                                                         | 41° 15′ 30″ N, 1° 17′ 36″ E / 41.25821304321289°N,1.293262004852295°E ca:Camí de Nulles a Puigpelat               |                                                      |                             | Modifica les dades a Wikidata |
|        | Pont de l'Hospitalet         | Nulles   | pont                           |                                                         | 41° 16′ 02″ N, 1° 17′ 11″ E / 41.2670868924161°N,1.28632691612185°E                                               |                                                      |                             | Modifica les dades a Wikidata |
|        | casa consistorial de Nulles  | Nulles   | casa consistorial              |                                                         | 41° 14′ 58″ N, 1° 17′ 43″ E / 41.2495251°N,1.2952158°E                                                            |                                                      |                             | Modifica les dades a Wikidata |
|        | habitatge a Casafort         | Nulles   | casa                           |                                                         | 41° 15′ 21″ N, 1° 18′ 08″ E / 41.255833333333°N,1.3022222222222°E Casafort                                        | bé integrant del patrimoni cultural català           | Habitatge a Casafort        | Modifica les dades a Wikidata |